# Oliverio Rincón
Oliverio Rincón Quintana (født 24. april 1968 i Duitama) er en tidligere colombiansk landevejscykelrytter.